# منجم السوق
منجم السوق أحد المناجم الخمسة التابعة لشركة التعدين العربية السعودية المتخصصة في إنتاج الذهب، المنجم أول مناجم الذهب في منطقة مكة المكرمة.

## الوصف
يعد موقع السوق أحد المواقع التعدينية القديمة، ويقع على بعد 365 كم إلى الشمال الشرقي من مدينة جدة، وعلى بعد 20 كم إلى الجنوب الشرقي من الطريق السريع بين الطائف والرياض. تم توقيع عقد مع شركة أوسينكو للإشراف على بناء منجم مكشوف ومرافق للغسيل والترشيح والاسترداد. اكتملت الإنشاءات في شهر يناير عام 2014، وبدأ الإنتاج من المنجم في شهر مارس عام 2014م.